# Гуліанка
Гуліанка (рум. Gulianca) — село у повіті Бреїла в Румунії. Входить до складу комуни Салча-Тудор.
Село розташоване на відстані 157 км на північний схід від Бухареста, 38 км на північний захід від Бреїли, 39 км на захід від Галаца.

## Населення
За даними перепису населення 2002 року у селі проживали 527 осіб, з них 526 осіб (99,8%) румунів. Рідною мовою 526 осіб (99,8%) назвали румунську.